# Het jodinnetje
Het jodinnetje is een vertelling van Hans Christian Andersen, het verscheen voor het eerst in 1853. De oudste Nederlandse vertaling, in het tijdschrift Vaderlandsche Letteroefeningen, dateert van 1857.

## Het verhaal
Een jodinnetje zit op de armenschool. Ze mag niet meedoen met godsdienstles, want het is een christelijke school. Maar tijdens andere opgaven, luistert zij toch. De onderwijzer gaat naar de vader, die vertelt dat hij haar moeder heeft beloofd haar nooit te laten dopen als christen. Het is voor hem als een overeenkomst met God. Het jodinnetje wordt van de christelijke school genomen.
Later dient Sara in een van de kleinste steden van Jutland bij een burgerhuis. Haar haar is zwart als ebbenhout en haar ogen zijn donker. Haar wet is "denk aan de sabbat en heilig hem". Haar sabbat is voor de christenen echter een gewone werkdag, elke zondag stijgen orgelklanken en psalmengezang op. Alleen in haar hart kan Sara het joodse geloof heilig houden. Ze leest het Oude Testament, maar het Nieuwe Testament is verboden.
Haar werkgever leest voor uit een oud geschiedenisboek, het gaat over een Hongaarse ridder die door een Turkse pasja gevangengenomen wordt. Er werd veel losgeld betaald en hij werd bevrijd uit de slavernij. Thuis volgde een mobilisatie, men trekt uit tegen de vijanden van het christendom. Nu wordt de pasja zijn gevangene en hij wordt in de burcht-gevangenis opgesloten. De ridder zegt dat het christendom gebiedt vijanden te vergeven, daarom wordt de pasja  vrijgelaten.
De pasja is echter reeds stervende, hij vraagt de ridder het evangelie te verkondigen zodat hij als christen sterven kan. Zijn wens wordt vervuld. Iedereen luistert naar de legende en er komen tranen van ontroering in de ogen van Sara. Toch besluit ze haar moeder geen verdriet te doen en niet te lezen in de bijbel van de christenen. Jaren verlopen en de heer des huizes sterft. Zijn weduwe blijft in armoe achter en Sara moet ontslagen worden. 
Sara gaat echter niet weg, ze werkt als het nodig is tot diep in de nacht. De oude vrouw wordt zwakker en Sara waakt en verpleegt, ze is een zegen in het arme huis. De vrouw vraagt Sara uit de bijbel voor te lezen. Sara doet dit, ze beseft al lezende dat ze niet de doop heeft ontvangen. Ze leest: boven deze wereld is de eensgezindheid in God, hij heeft Christus gezonden en de dood overwonnen. Bij het noemen van de heilige naam trekt er een vurige stroom door haar. 
Als Sara ziek wordt brengt men haar naar het armenziekenhuis waar ze sterft. Op het kerkhof van de christenen is geen plaats voor de joodse vrouw, ze krijgt een graf buiten de muur. Gods zon schijnt echter ook over haar graf en het psalmengezang in de kerk is ook bij haar graf te horen. 